# Rachelia glaria
Rachelia es un género monotípico de plantas con flores perteneciente a la familia de las asteráceas. Su única especie: Rachelia glaria, es originaria de Australia.

## Descripción
Es una hierba anual ascendente a erecta, delgada que alcanza un tamaño de  (0.03-) 0.1 a 0.3 m de altura. Las flores son de color amarillo, y se producen en julio-septiembre en los suelos rojos arenosos o limosos de Australia Occidental.

## Taxonomía
Rachelia glaria fue descrita por  J.M.Ward & Breitw.   y publicado en New Zealand J. Bot. 35(2): 146 (1997).